# A Good Kind of Nervous
A Good Kind of Nervous è il quarto album della band australiana dei The Lucksmiths, uscito nel 1997 per la Candle records.

## Lista tracce
1. "Caravanna" – 3:05
2. "Under the Rotunda" – 2:51
3. "Train Robbers' Wives" – 1:55
4. "World Encyclopedia of Twentieth Century Murder" – 3:42
5. "The Invention of Ordinary Everyday Things" – 2:55
6. "Punchlines" – 3:09
7. "Guess How Much I Love You" – 3:22
8. "Columns O' Steam" – 2:08
9. "Up" – 1:31
10. "Wyoming" – 2:57
11. "Little Athletics" – 5:57